# Патрик, Фрейзер
Фрэ́йзер Па́трик (англ. Fraser Patrick, род. 8 ноября 1985 года) — шотландский профессиональный игрок в снукер. Стал профессионалом в 2002 году, хотя впервые стал участником мэйн-тура только в сезоне 2007/08. Свой дебютный сезон в качестве профессионала Патрик провёл не лучшим образом, не пройдя ни одного квалификационного раунда и не сделав ни одного сенчури-брейка.
В 2000 году Патрик стал самым молодым участником чемпионата Европы (ему было 15 лет).